# ActCAD
ActCAD – rodzina oprogramowania CAD dla systemów operacyjnych firmy Microsoft oparta na rozwiązaniach IntelliCAD Technology Consortium, przeznaczona do  dwuwymiarowego (2D) i trójwymiarowego (3D) komputerowego wspomagania projektowania (CAD).
Oprogramowanie ActCAD służy do przeglądania, tworzenia i edycji, a także drukowania rysunków z plików w formatach CAD: DWG, DXF, DNG, DWF, DWS oraz DWT; kompatybilna z oprogramowaniem  AutoCAD.

## Opis
Producentem oprogramowania ActCAD jest firma ActCAD LLC USA, należąca do Konsorcjum ITC (Intellicad Technology Consortium). W swoich rozwiązaniach oprócz silnika IntelliCAD programy z rodziny ActCAD wykorzystują również narzędzia programistyczne ACIS (3DS) oraz biblioteki Open Design Alliance (ODA).
Produkty ActCAD LLC USA powszechnie wykorzystywane są w dziedzinach technicznych i inżynierskich m.in. przez architektów, konstruktorów, projektantów różnych branż tj.: elektroników, hydraulików wod-kan, mechaników, klimatyzacji czy geodetów oraz wielu innych dzięki temu, że istnieje duża ilość specjalistycznych „nakładek” działających z produktami opartymi na rozwiązaniach IntelliCAD-a.
ActCAD jako oprogramowanie oparte na bazie rozwiązań IntelliCAD Technology Consortium posiada otwartą architekturę, wiele zewnętrznych przedsiębiorstw dostosowało własne nakładki. Istnieje 15 wersji językowych ActCAD-a, m.in. wersja polska. Najlepiej spolszczoną wersją produktu są programy z linii ActCAD 2022.
Oprogramowanie ActCAD jest dostępne również w języku angielskim, chińskim (w piśmie uproszczonym i tradycyjnym), czeskim, francuskim, hiszpańskim, holenderskim, japońskim, koreańskim, niemieckim, polskim, portugalskim, rosyjskim, serbskim, tureckim, włoskim.
ActCAD jest komercyjną platformą komputerowego wspomagania projektowania rozwijaną przez ActCAD LLC USA. Rodzina aplikacji ActCAD jest „w pełni profesjonalną platformą, używającą jako natywny format plików 2D/3D DWG CAD, która dostarczana jest z dodatkowymi aplikacjami, bibliotekami i usługami przy zadziwiająco niskich kosztach”.
Interfejs użytkownika wzorowany jest na rozwiązaniach zastosowanych w programie AutoCAD, w tym menu, pływające paski narzędzi, wstążkę oraz składnia komend wiersza poleceń czy obsługa skryptów AutoLISP i VBA.
ActCAD od 2016 roku dostępny jest w trzech wersjach produktu.
- BIM zawierającej wszystkie funkcje wersji Professional oraz obsługę technologii REVIT w postaci plików *.rvt, *.rva, *.ifc.
- Professional zawierającej wiele ulepszeń, takich jak dodatkowe konwertery grafiki i plików DXF/DWG/DGN, import plików PDF, obsłudze tabel, obsłudze bloków dynamicznych, modelowaniu brył 3D, fotorealistycznego renderingu za pomocą narzędzia Artisan Renderer oraz druku do plików PDF.
- Standard, która względem wersji Professional została okrojona z niektórych dodatków firm zewnętrznych oraz nie pozwalająca na edycję brył. Ostatnią wersją z linii Standard był ActCAD 2019 Standard zastąpiony przez nowy produkt TrueCAD 2019 Premium.
- Classic, która oparta jest na jednym ze starszych silników Intellicad i ze względu na małe wymagania przeznaczona jest dla słabszych konfiguracji komputerów PC. Wersja ta działa jako jedyna na komputerach z Windows XP. Pod względem funkcjonalnym jest produktem pośrednim pomiędzy wersją Standard i Professional.

ActCAD rozpoczął wprowadzanie technologii IntelliCAD Engine od wersji silnika Intellicad 8, tj. 8.0A, 8.1B, 8.2A, a następnie w kolejnych produktach wprowadzana była technologia IntelliCAD Engine 8.3A, 8.4 i 8.4A, 8.4B. W kolejnych produktach ActCAD LLC USA przeszedł bezpośrednio z wersji silnika 8.4B do IntelliCAD 9.1 z pominięciem wersji IntelliCAD 9.0. Kolejne wersje rozwojowe oprogramowania ActCAD budowane było w oparciu o silnik IntelliCAD 10 oraz o silnik IntelliCAD 10.1.
ActCAD LLC USA w dniu 14 października 2020 roku wprowadził silnik Intellicad 9.2 do ActCAD 2020 Professional.
Nastąpiła również reaktywacja produktu ActCAD 2020 Standard opartego na silniku Intellicad 9.2.
W dniu 17 października 2020 roku został wydany nowy produkt ActCAD 2020 BIM obsługujący pliki utworzone w AutoCAD Revit.
Wersją silnika IntelliCAD wykorzystywaną przez oprogramowanie ActCAD 2022 jest wydana w dniu 7 sierpnia 2021 wersja 10.1.
Najnowszą wersję silnika IntelliCAD 11 wydana 4 sierpnia 2022 dostępna jest z ActCAD 2023
Oprogramowanie ActCAD aktualnie wykorzystuje technologię akceleracji sprzętowej grafiki OpenGL oraz OpenGL ES.
W chwili obecnej programy ActCAD nie posiadają obsługi akceleracji sprzętowej DirectX.

## Dostępne nakładki
Oprogramowanie ActCAD współpracuje z wieloma nakładkami branżowymi, między innymi z nakładkami CADprofi, nakładkami geodezyjnymi firmy CubicOrb (dawniej Geox) czy nakładkami geodezyjnymi TojoCAD.

## Wersje oprogramowania
- ActCAD 2015 Standard – oparty na silniku IntelliCAD 8.0A dostępny na systemy Windows XP/Vista/7/8/8.1 w wersji 32bit[13]
- ActCAD 2015 Professional – oparty na silniku IntelliCAD 8.0A dostępny na systemy Windows XP/Vista/7/8/8.1 w wersji 32bit
- ActCAD 2016 Standard – oparty na silniku IntelliCAD 8.1B dostępny na systemy Windows XP/Vista/7/8/8.1 w wersji 32/64bit
- ActCAD 2016 Professional – oparty na silniku IntelliCAD 8.1B dostępny na systemy Windows XP/Vista/7/8/8.1 w wersji 32/64bit
- ActCAD 2017 Classic – oparty na silniku IntelliCAD 8.0A dostępny na Windows XP w wersji 32bit
- ActCAD 2017 Standard – oparty na silniku IntelliCAD 8.2A dostępny na systemy Windows Vista/7/8/8.1 w wersji 32/64bit
- ActCAD 2017 Professional – oparty na silniku IntelliCAD 8.2A dostępny na systemy Windows Vista/7/8/8.1 w wersji 32/64bit
- ActCAD 2018 Standard – oparty na silniku IntelliCAD 8.3A dostępny na systemy Windows Vista/7/8/8.1/10 w wersji 32/64bit
- ActCAD 2018 Professional – oparty na silniku IntelliCAD 8.3A dostępny na systemy Windows Vista/7/8/8.1/10 w wersji 32/64bit
- ActCAD 2019 Standard – oparty na silniku IntelliCAD 8.4B dostępny na systemy Windows Vista/7/8/8.1/10 w wersji 32/64bit
- ActCAD 2019 Professional – oparty na silniku IntelliCAD 8.4B dostępny na systemy Windows Vista/7/8/8.1/10 w wersji 32/64bit
- ActCAD 2020 Standard – oparty na silniku IntelliCAD 9.2a dostępny na systemy Windows Vista/7/8/8.1/10 w wersji 32/64bit
- ActCAD 2020 Professional – oparty na silniku IntelliCAD 9.2a dostępny na systemy Windows Vista/7/8/8.1/10 w wersji 32/64bit
- ActCAD 2020 BIM – oparty na silniku IntelliCAD 9.2a dostępny na systemy Windows Vista/7/8/8.1/10 w wersji 64bit
- ActCAD 2021 Standard – oparty na silniku IntelliCAD 10.0a dostępny na systemy Windows 7/8/8.1/10 w wersji 64bit
- ActCAD 2021 Professional – oparty na silniku IntelliCAD 10.0a dostępny na systemy Windows 7/8/8.1/10 w wersji 64bit
- ActCAD 2021 BIM – oparty na silniku IntelliCAD 10.0a dostępny na systemy Windows 7/8/8.1/10 w wersji 64bit
- ActCAD 2022 Standard - oparty na silniku IntelliCAD 10.1a dostępny na systemy Windows 7/8/8.1/10 w wersji 64bit
- ActCAD 2022 Professional - oparty na silniku IntelliCAD 10.1a dostępny na systemy Windows 7/8/8.1/10 w wersji 64bit
- ActCAD 2022 Prime - oparty na silniku IntelliCAD 10.1a dostępny na systemy Windows 7/8/8.1/10 w wersji 64bit
- ActCAD 2023 Standard - oparty na silniku IntelliCAD 11 dostępny na systemy Windows 7/8/8.1/10 w wersji 64bit
- ActCAD 2023 Professional - oparty na silniku IntelliCAD 11 dostępny na systemy Windows 7/8/8.1/10 w wersji 64bit
- ActCAD 2023 Prime - oparty na silniku IntelliCAD 11 dostępny na systemy Windows 7/8/8.1/10 w wersji 64bit

## Obsługiwane platformy
Wymagania sprzętowe najnowszej wersji:
- System operacyjny:
  - Microsoft Windows Vista (32-bit i 64-bit)
  - Microsoft Windows 7 (32-bit i 64-bit)
  - Microsoft Windows 8 (32-bit i 64-bit)
  - Microsoft Windows 8.1 (32-bit i 64-bit)
  - Microsoft Windows 10 (32-bit i 64-bit)
- Procesor:
  - Minimum: 2 GHz Dual core lub nowszy
  - Rekomendowane: co najmniej 3 GHz i3 lub nowszy
- Pamięć RAM:
  - Minimum: co najmniej 2GB
  - Rekomendowane: 4GB

Możliwe jest uruchomienie programu na emulatorach takich jak Microsoft Virtual PC, VirtualBox czy Wine.